# 折爾肯
折爾肯（穆麟德轉寫：jelken；？—1682年），又名哲爾肯、折而肯、哲勒肯，鄂济氏，满洲正白旗人，清朝政治人物、清朝兵部尚書。
曾任左都御史。康熙二十年三月壬申，接替郭四海，擔任清朝兵部尚書，后去世。由杭艾接任。